# 薗村泰彦
薗村 泰彦（そのむら やすひこ、1921年11月30日 - 1994年5月22日）は、日本の運輸官僚。海上保安庁長官、帝都高速度交通営団総裁を務めた。和歌山県和歌山市出身。

## 経歴・人物
1944年に東京帝国大学法学部政治学科を卒業し、同年に運輸省に入省した。官房長、海運局長を経て、1975年から1978年までに海上保安庁長官を務めた。帝都高速度交通営団を経て、1983年から1986年までに総裁を務めた。
1994年には勲二等旭日重光章を受章した。
1994年5月22日心不全のために死去。72歳没。